# Neolophonotus gilvipilosus
Neolophonotus gilvipilosus là một loài ruồi trong họ Asilidae. Neolophonotus gilvipilosus được Londt miêu tả năm 1988. Loài này phân bố ở vùng nhiệt đới châu Phi.